# USS Crittenden (APA-77)
O USS Crittenden foi um navio de transporte de ataque da Classe Gilliam que serviu com a Marinha dos Estados Unidos durante a Segunda Guerra Mundial . Encomendado no final da guerra, ela foi inicialmente designado para o transporte de serviços e, consequentemente, não participou em operações de combate apesar de ser comissionado 2 meses antes do fim da Guerra na Europa. O Crittenden foi nomeado em homenagem aos condados em Arkansas e Kentucky. O Crittenden foi lançado 6 de novembro de 1944 pela Consolidated Steel em Wilmington, Califórnia , sob um contrato da Comissão Marítima; transferido para a Marinha 16 de janeiro de 1945, e encomendado no dia seguinte,com o comandante P. C. Crosley no comando. O Crittenden foi usado como alvo na Operação Crossroads,no teste Able, depois do teste, ele foi afundado por um teste de explosivos no dia 6 de Outubro de 1947 nas Ilhas Farallone, para servir de habitat na procriação de peixes para a prática do pescado.